# Langelandia
Langelandia is een geslacht van kevers uit de familie somberkevers (Zopheridae).

## Soorten
Deze lijst is mogelijk niet compleet.
| - L. aglena - L. anophthalma - L. antennaria - L. ausonica - L. brachati - L. callosipennis - L. caucasica - L. excavata - L. exigua - L. gigantea - L. gjonovici - L. grandis - L. hummleri - L. hypogea - L. incostata - L. karamani | - L. khaustovi - L. leonhardi - L. macedonia - L. macedonica - L. mauli - L. merkliana - L. niticosta - L. nitidicollis - L. portosantoi - L. reflexipennis - L. reitteri - L. terricola - L. thesalica - L. vienensis - L. zacynthia |